# Антонов Віталій Борисович
Віталій Борисович Антонов (нар. 12 грудня 1962, Стрий, Львівська область) — український підприємець, засновник OKKO Group. Кандидат економічних наук.

## Біографія

### Освіта
- У 1970–1978 роках навчався у Стрийській середній школі № 4.
- У 1988 році закінчив з відзнакою Тернопільський фінансово-економічний інститут за спеціальністю «Фінанси та кредит».
- У 2011 році захистив дисертацію на здобуття наукового ступеня кандидата економічних наук за темою: «Активізація залучення прямих іноземних інвестицій в економіку України в умовах глобальної конкуренції».

### Кар'єра
Зі шкільних років Віталій Антонов захоплювався скелелазанням, а пізніше — альпінізмом, тож після закінчення інституту його перші місця праці були пов'язані з цими захопленнями.
У 1988—1990 роках він очолює альпіністсько-туристичний клуб у Стрию, у 1990—1992 роках працює начальником Львівської обласної рятувальної служби товариства Червоного хреста у Стрию.
З 1992 року Віталій Антонов почав займатися власним бізнесом. Він став директором ПП «Карат», яке здійснювало гуртову торгівлю різними групами товарів. Незабаром однією з його основних спеціалізацій стала торгівля нафтопродуктами. У 1995 році Віталій Антонов стає президентом ВАТ «Галнафтогаз», а у 2001 році — головою наглядової ради ВАТ «Концерн Галнафтогаз» (яку очолював до 2021 року).
У 1999 році відкрив першу АЗС під ОККО у Стрию. 2000 року у Львові на вул. Зеленій відкрито перший великий автозаправний комплекс ОККО з магазином, кафе та портальною автомийкою — прообраз сучасного формату АЗК у мережі ОККО.
2004—2009 — президент «Універсальної інвестиційної групи».
2006—2021 — член наглядової ради «Концерну Хлібпром».
З 2008 року по 2019 рік — голова наглядової ради страхової компанії «Універсальна».
1 листопада 2018 року Росія запровадила санкції проти Антонова.

## Розслідування
21 серпня 2018 року в львівському та київському офісах Галнафтогазу СБУ провели обшуки. За даними Антонова, його компанію звинувачували у співпраці з окупованими українськими територіями та в Криму. 25 жовтня провадження було закрито.

## Інша діяльність
З 1999 року був почесним консулом Литви у Львові та Львівській області, а з 2007 року — Генеральним Почесним консулом Литви у Львові. У 2021 році Антонов склав свої повноваження.
З 2001 року очолює Українсько-Литовський фонд ім. Шевченка.
2008 — співзасновник Львівської бізнес-школи Українського католицького університету.
2013 — увійшов до ради з питань стимулювання інвестицій та підприємницької діяльності при Міністерстві доходів і зборів України.
2016 — обраний до Наглядової ради ЛНУ ім. Франка.
2019—2020 — очолював комітет стратегічних ініціатив, інвестиційної та податкової політики від Федерації роботодавців України.

## Нагороди
- Орден «За заслуги» III ступеня[22]
- Литовська урядова нагорода — орден «Зірка тисячоліття Литви»[23]
- Орден «Різдво Христове–2000» Української Православної Церкви МП[джерело?]
- 2019 — почесний громадянин Сколівського району[24]
- Звання «Почесний громадянин Сколівського району»[24]

### Рейтинги
- 2013 — № 66 із 100 найвпливовіших людей держави за версією журналу «Кореспондент»[25]
- 2014 — один із найвпливовіших українців за версією журналу «Фокус»[26][27]
- 2018 — один із найкращих топ-менеджерів України за версією журналу «Фокус» у сегменті «Ритейл»
- 2018 — один зі 100 найвпливовіших людей України за версією журналу «Новое время»[28]

- 2019 і 2020 — один із найкращих менеджерів в сегменті «Ритейл» за версією журналу «Фокус»[29][30]
- 2024 — у списку «Люди десятиліття» від журналу NV[31]
- 2024 — учасник рейтингу 100 лідерів від журналу NV[32]

### Сім'я
Розлучений, має двох доньок (1985 та 1993 року народження) та сина (2003 року народження).